# 딥티크

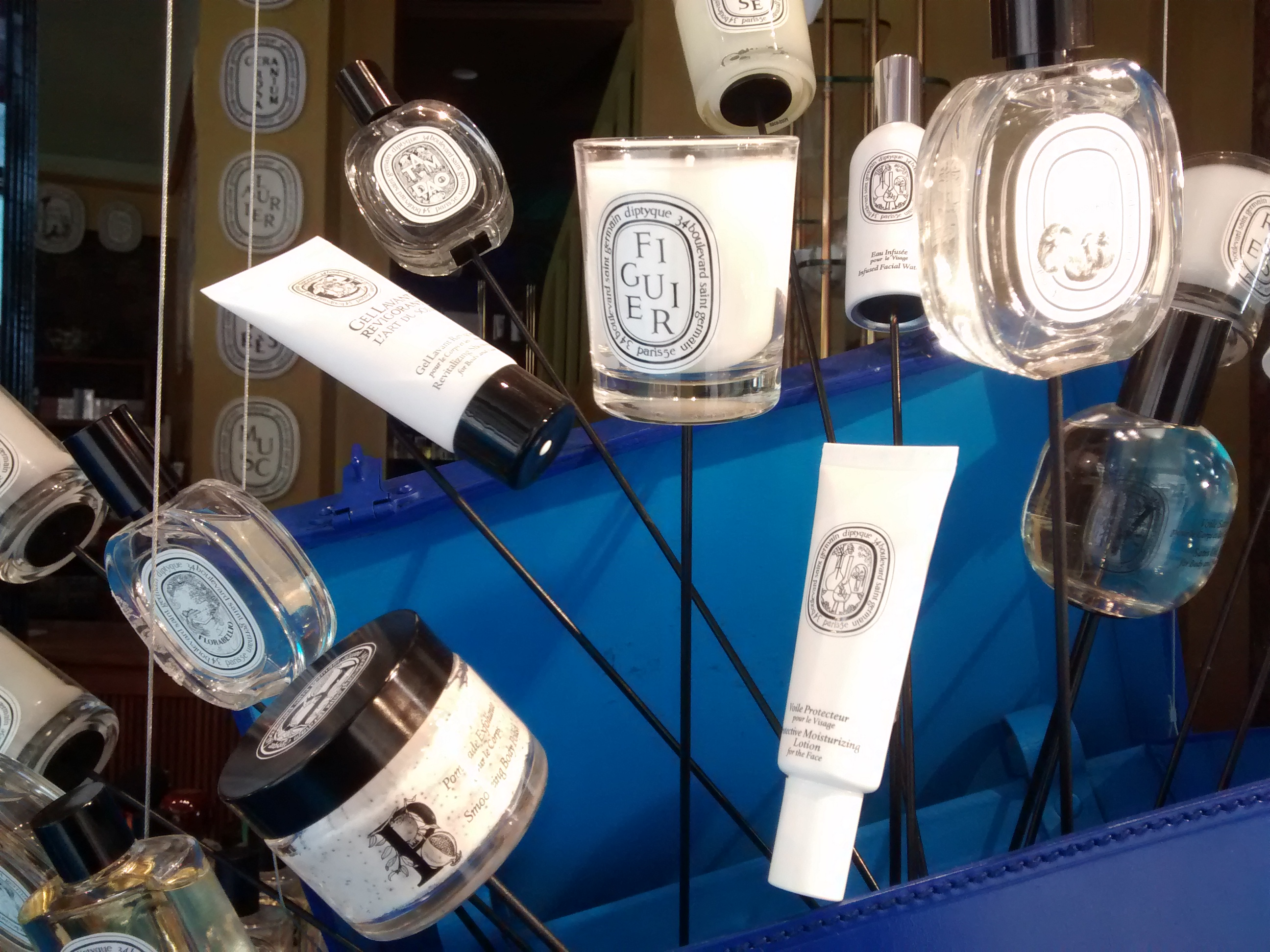
딥티크에 전시된 제품들

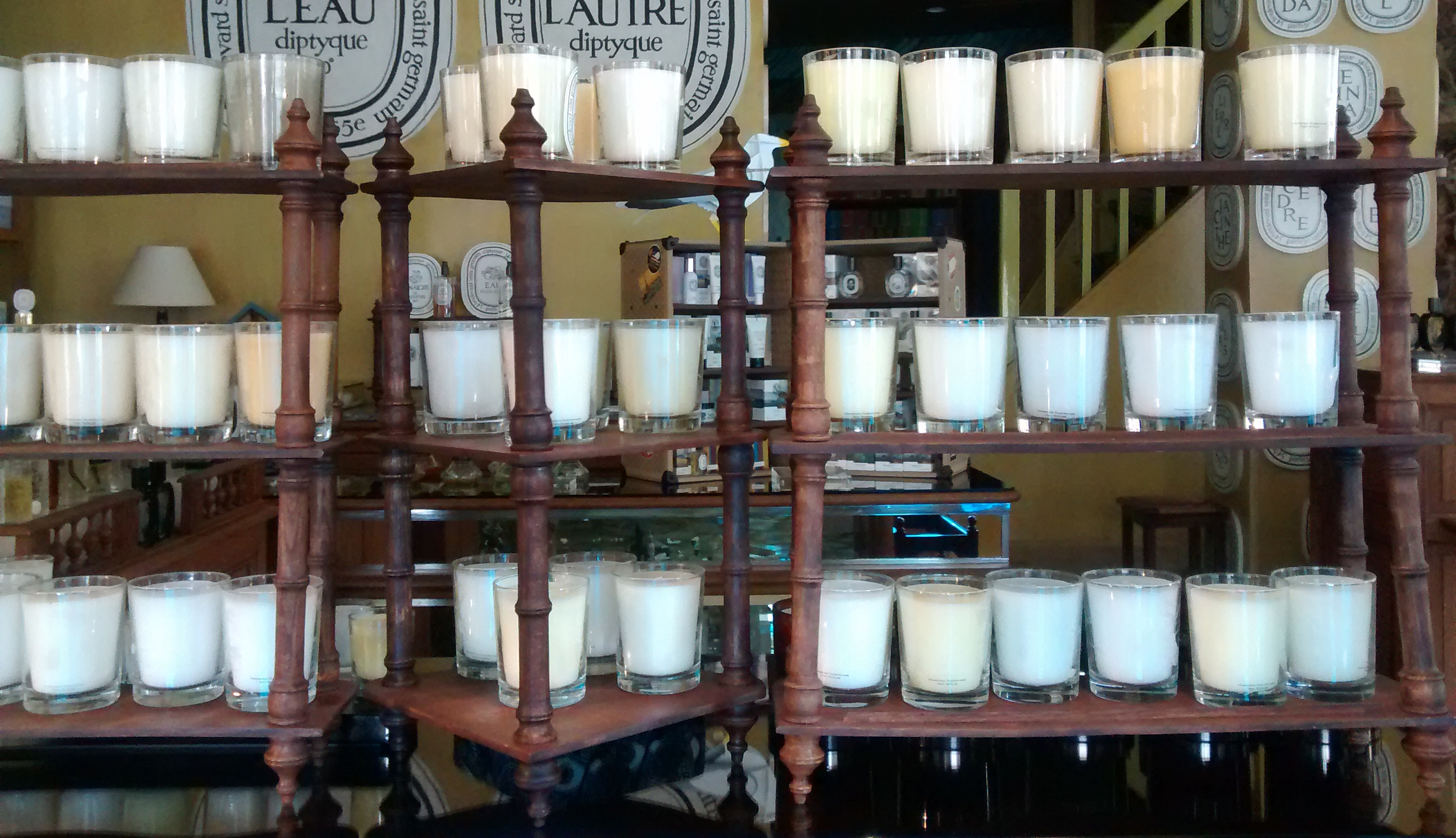
딥티크에 전시된 양초들

딥티크(Diptyque)는 프랑스의 고급 향수 브랜드로, 1961년 프랑스 파리 5구 생제르맹 34번지에서 설립되었다. 이 회사는 오 드 퍼퓸, 오 드 뚜왈렛, 향초, 향수 오일 디퓨저를 생산한다.
본사는 파리에서 운영되고 있으며, 런던, 도쿄, 뉴욕, 워싱턴 DC, 홍콩, 바젤, 도하, 두바이, 마드리드, 밀라노, 베벌리 힐스, 마이애미, 라스베가스, 시카고, 샌프란시스코 및 서울에 부티크를 보유하고 있다.
브랜드의 이름은 두 개의 패널 이미지를 의미하는 고대 그리스어 딥티크(δίπτυχος)에서 유래되었다.

## 역사
2005년, 이 회사는 런던에 본사를 둔 사모펀드 회사 만자니타 캐피탈(Manzanita Capital)에 의해 인수되었다.

## 같이 보기
- 바이레도
- 조 말론 런던
- 르 라보
- 향수